# Rudlov
Rudlov je obec na Slovensku v okrese Vranov nad Topľou v Prešovském kraji na úpatí Slanských vrchů. Žije zde 687 obyvatel.
První písemná zmínka o obci je z roku 1402. V obci je řeckokatolický Chrám Narození přesvaté Bohorodičky.

## Osobnosti
V Rudlově se v rodině řeckokatolického kněze narodil Adolf Ivanovič Dobriansky-Sačurov (1817–1901), poslanec uherského sněmu, nejvýznamnější rusínský politik 19. století, osobnost rusínského a slovenského národního obrození, spoluzakladatel Matice slovenské. V roce 1991 byla na jeho rodném domě odhalena pamětní deska.